# Pinara
Pinara (in licio: Pilleñni; in greco antico: τὰ Πίναρα?); anticamente chiamato con il nome di Artymnesus o Artymnesos; fu un'antica città della Licia in Asia Minore, ai piedi del monte attualmente chiamato Hiera Acra anticamente chiamato Cragus, non molto lontano dalla riva occidentale del fiume Xanthos, luogo di culto dell'eroe licio Pandaro. Sorge nei pressi del villaggio di Minare nella provincia di Muğla, Turchia.
La città sebbene non sia frequentemente menzionata nella letteratura antica, mostra vaste e belle rovina, che testimoniano, come indicato da Strabone, che era una delle più grandi città della Licia, con un vasto porto che nel tempo si è insabbiato e attualmente è diventato una palude. Secondo Menecrate fonte dello storico bizantino Stefano di Bisanzio, la città fu una colonia di Xanthos, inizialmente indicata con il nome di Artymnesos, cambiato poi in Pinara che in lingua licia significa collina rotonda, la città sorgeva in parte su questa collina. Le rovine vennero scoperte da Sir Charles Fellows, nelle vicinanze del attuale paese di Minare. Così ne descrisse il sito, al centro della città sorge una collina con pareti letteralmente ricoperte da tombe. Ai piedi della collina sorgono le rovine della grande e bella città. Il teatro è in uno stato di conservazione quasi perfetto, con ancora tutti i posti a sedere perfettamente orientati verso il proscenio, come sono ancora presenti alcune porte e parte delle mura monumentali, formate da massi enormi. Numerose sono le tombe e le iscrizioni in caratteri lici, come anche iscrizioni in greco. Molte delle tombe rupestri sono ornate da raffinate sculture.
Pinara fu membro della confederazione licia, dove deteneva tre voti. Venne conquistata dal Alessandro Magno nel 334 a.C. Alla morte del conquistatore cadde sotto il controllo di Pergamo. Alla morte dell'ultimo re di Pergamo Attalo III nel 133 a.C., passò sotto il controllo di Roma. Sotto i romani la città visse floridamente ma il terremoto del 141 fu devastante, a questo primo ne fece seguito uno nel 240.
La città divenne cristiana molto presto. Cinque vescovi sono conosciuti di questa diocesi: Eustafio che nel 359 firmo la lettera di Acacio di Cesarea al Concilio di Seleucia; Eliodoro, firmatario di una lettera all'imperatore Leone I il Trace nel 458; Zena, presente al Concilio in Trullo del 692; Teodoro, presente al Concilio di Nicea II del 787; Atanasio presente al sinodo che riaffermò il patriarca Fozio nell'879. Alla fine del primo millennio, l'invasione islamica, l'insabbiamento del porto e la comparsa della malaria, portarono all'abbandono progressivo della città.
È ancora la sede di un vescovado della Chiesa cattolica Romana detto Pinarensis; la sede è dal 1974 vacante.